# Ashlag
 Ashlag é uma dinastia hassídica fundada por Rabbi Yehuda Leib Halevi Ashlag de Varsóvia, Polônia. Embora as dinastias hassídicas sejam mais frequentemente nomeadas por sua cidade de origem, esta dinastia é conhecida pelo sobrenome de seus Rabbis (no ídiche Rebbe ou Rebe).

## Linhagem
- Rebbe Yehuda Leib Halevi Ashlag (1885–1954) – discípulo dos rebes de Porisov
  - Rebbe Shlomo Binyamin HaLevi Ashlag (1906–1983) – filho de Rabbi Yehuda Leib
    - Rebbe Yechezkel Yosef HaLevi Ashlag, (1935–2016) – filho de Rabbi Shlomo Binyomin
    - Rebbe Simcha Avraham HaLevi Ashlag,(1948- ) – filho de Rabbi Shlomo Binyomin

  - Rebbe Baruch Shalom HaLevi Ashlag (1907–1991) – filho de Rabbi Yehuda Leib